# 戦時における各国首脳からのウォロディミル・ゼレンスキーへの贈り物の一覧
2022年にロシアがウクライナ侵攻を開始すると、ウクライナへの連帯を示すために、各国の首脳は戦時のウクライナ大統領ウォロディミル・ゼレンスキーのもとを訪れ（あるい自国を訪れたゼレンスキーに対し）各国の文化にちなんださまざま贈り物をささげている。この記事ではその贈り物を時系列順に掲載している。

## 一覧
- 2022年2月、イギリスの首相ボリス・ジョンソンは、キーウを訪問しゼレンスキーに、ロバート・ハードマンによるエリザベス2世の伝記『Queen Of Our Times: The Life Of Elizabeth II』に自分のサインをして贈った[1]。
- 2022年7月、スウェーデンの首相マグダレナ・アンデションは、キーウを訪問しゼレンスキーに、カール12世がザポリージャのシーチ（英語版）の独立を認めた1711年の書簡の写しを贈った[2]。シーチとは、16世紀から18世紀にかけて存在した、コサックの軍事拠点であり準国家である。
- 2022年12月、アメリカの大統領ジョー・バイデンは、ワシントンD.C.を訪問したゼレンスキーに、コマンドコインを贈った[3]。
- 2023年2月、フランスの大統領エマニュエル・マクロンは、パリを訪問したゼレンスキーに、レジオンドヌール勲章の記章を贈呈した[4]。
- 2023年2月、イギリスの首相リシ・スナクは、ロンドンを訪問したゼレンスキーに、エリザベス2世の死後にタワー・オブ・ロンドンで行われた礼砲（ロイヤルサルート）で放たれた、空の薬莢を贈った[5]。
- 2023年3月、日本の首相岸田文雄は、キーウを訪問した際（岸田文雄のウクライナ訪問）ゼレンスキーに、しゃもじを贈った[6]。